# 遊佐七海
遊佐 七海（ゆさ ななみ、1982年8月8日 - ）は、日本のAV女優。

## 人物
- 身長:152cm
- スリーサイズ:B88（Fカップ）・W58・H82
- 血液型:A型
- 趣味・特技:フルート
- 出身地:神奈川県
- 干支:壬戌（みずのえいぬ）
- 星座:しし座

## 略歴
- 2001年に『ヴァージンメモリアル』でKUKI専属女優としてAVデビュー。
- 2002年にセルデビュー。
- 2003年夏以降、新作のリリースが途絶えており、引退もしくは活動停止したものと思われる。

## 作品

### アダルトビデオ
2001年
- ヴァージンメモリアル (7月27日、KUKI)
- 恋はポイズン (8月26日、KUKI)
- 官能小説 (9月21日、KUKI)
- 蒼いワイセツ白書 (10月20日、KUKI)
- 露出天女 (11月11日、KUKI)
- ラビリンス (12月14日、エクストリーム)

2002年
- The IDol (1月18日、KUKI) ※総集編
- 超 (2月7日、エクストリーム)
- 遊佐七海の淫語も好きだけど直接描写も捨てがたいお客様へ… (2月8日、SODクリエイト)
- ビージーン 15 (3月7日、桃太郎映像出版)
- 〜名門私立女子校生〜美少女監禁レイプ (3月20日、SODクリエイト)
- アイドルザーメン VOL.5 (4月9日、SODクリエイト)
- ドリーム学園 5 (6月1日、MOODYZ)共演:及川奈央、泉星香、安西ゆみこ、可憐、京野真里奈、藤本ゆい
- Pretty ゆさななみ (6月7日、エクストリーム)
- 狙われた女子校生◆凌辱◆ (7月1日、MOODYZ)
- 女子大生レイプ.美畜病棟2 (8月8日、アタッカーズ)
- いかせてミルキー (9月1日、MOODYZ)共演:泉星香
- お尻と性器5 (10月1日、ワンズファクトリー)
- 超セクシー部隊!レズ コマンドー 前編 (11月4日、ディープス)共演:泉星香、三井エリ、水野奈菜、美堂れいか、矢野涼子、菊川あずみ
- 超セクシー部隊!レズ コマンドー 後編 (11月20日、ディープス)共演:泉星香、三井エリ、水野奈菜、美堂れいか、矢野涼子、菊川あずみ

2003年
- PUSSY&HIP (1月22日、MOODYZ)
- ESCAPE (2月13日、隼エージェンシー)
- TRIPLE (5月1日、スタイルアート(MOODYZ))共演:渡瀬晶、安西ゆみこ

他多数出演